# 第一代哈丁子爵亨利·哈丁
第一代哈丁子爵亨利·哈丁 GCB PC （1785年3月30日—1856年9月24日）是英国陆军军官和政治家。在参加半岛战争和第七次反法同盟战役后，哈丁成为威灵顿内阁的战争部长。1830年，哈丁在担任爱尔兰首席部长之后，再次成为罗伯特·皮尔内阁的战争部长。哈丁在第一次英国锡克战争期间担任印度总督，后在克里米亚战争期间担任武装部队总司令。

## 军旅生涯
亨利·哈丁是牧师老亨利·哈丁（Henry Hardinge）和他的妻子弗朗西丝·贝斯特（Frances Best）的儿子，哈丁曾在达勒姆学校和七橡树学校接受教育。1799年7月23日，哈丁以少尉军衔加入英国陆军，进入女王游骑兵团。该团随后驻扎在上加拿大。1802年3月27日，哈丁转入第4步兵团并晋升为中尉。1803年7月11日，哈丁调到第1步兵团，后在第57步兵团通过买官成为上尉。1806年2月，哈丁被送到海威科姆新成立的军官学院就读。

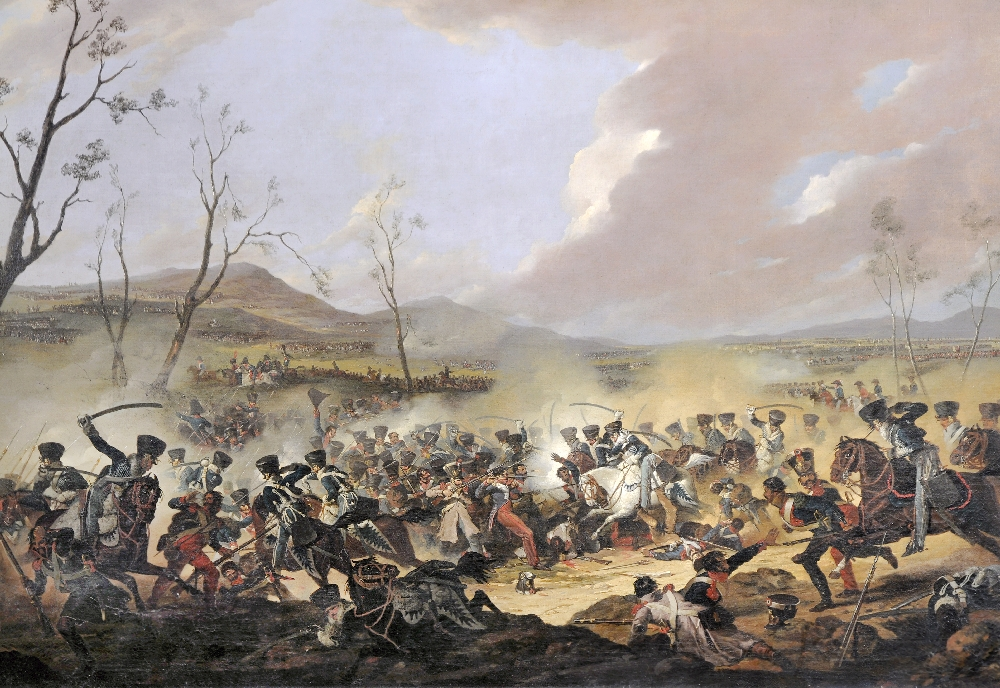
半岛战争期间，哈丁指挥一个葡萄牙步兵旅参加了奥尔泰兹战役

半岛战争中，哈丁参加了1808年8月17日的罗利萨之战，8月21日的维梅罗之战（战斗中负伤），和隔年1月16日的科鲁尼亚战役，此战中，哈丁在约翰·摩尔爵士阵亡时与他并肩作战。哈丁于1809年4月13日晋升少校并被任命为葡萄牙军队的副军需官，后继续随部队参加了半岛战争的许多战役。1811年，哈丁晋升中校，他在1811年5月16日的阿尔布埃拉战役中为英军取得了胜利，此战中，他在关键时刻承担责任并强烈敦促科尔将军的师向前推进。哈丁随后参加了1813年6月21日的维多利亚战役，在那里他再次受伤。此外，哈丁还参加了同年7月的比利牛斯战役和1813年11月10日的尼维尔战役。他在1814年2月27日的奥尔泰兹战役和1814年4月10日的图卢兹战役中指挥葡萄牙步兵旅。1815年1月，哈丁获得巴斯骑士指挥官勋章。
拿破仑从厄尔巴岛逃走后，战争再次笼罩欧陆，哈丁随即以准将身份重返现役。1815年6月16日，哈丁在布吕歇尔元帅手下担任普鲁士盟军参谋，并参加了利尼战役，在那里他被子弹击中并失去了他的左手，因此两天后哈丁没有参加滑铁卢战役。威灵顿在战后送给他一把曾属于拿破仑的剑。直到1818年，哈丁一直在驻法国的普鲁士占领军中服役。
他于1821年7月19日晋升为荣誉上校，后于1830年7月22日晋升少将。

## 政治生涯

加尔各答的哈丁雕像，拍摄于1860年左右

在1820年的大选中，哈丁作为达勒姆的议员加入国会。1823年4月4日，他被任命为军械书记。他一直担任该职位至1827年5月，后从1828年1月至5月间再次任职。1828年6月9日，哈丁进入惠灵顿内阁担任战争部长，并被任命为枢密院议员。在1830年的大选中，哈丁转战圣日耳曼腐败选区。
1830年7月，哈丁与弗朗西斯·莱维森-高尔勋爵互换职务，成为爱尔兰首席部长，但在惠灵顿-皮尔内阁垮台后于11月放弃了这一职位。哈丁在同年12月辞掉了圣日尔曼选区的议员一职，并在一周后的1831年大选时成功获得纽波特选区的国会席位。1832年，在纽波特选区被重组后，哈丁转至劳斯顿选区并赢得连任。在1844年5月卸任之前，哈丁一直留在这个席位上。
哈丁于1834年12月至1835年4月被任命为爱尔兰首席部长，后于1841年至1844年在罗伯特·皮尔爵士的内阁中再次担任战争部长。1841年，哈丁晋升中将。此时他在威斯敏斯特的白厅花园拥有一处私宅。
1844年5月，哈丁接替艾伦博勒勋爵担任印度总督。1844年7月1日，哈丁获得巴斯骑士大十字勋章。兰季德·辛格去世后，第一次英国锡克战争于1845年爆发。哈丁随即放弃了他的最高统帅权，要求在高夫爵士手下担任副手。在1845年12月18日的穆德基战役中，高夫指挥英军右翼，哈丁则指挥左翼。英军在一系列的战役中取得进一步胜利后，哈丁作为英方代表签订了条约。1846年4月7日，哈丁被封为拉合尔和德比郡国王牛顿的哈丁子爵。
除了认可东印度公司支付的5,000英镑年金外，议会还规定哈丁子爵有权利领取作为总督的全额薪水。根据随后的一项法案，为了表彰他“伟大而辉煌的服务”，议会为哈丁和爵位的后两名男性继承人每年支付3,000英镑的年金，东印度公司则可以支付额外的年金。

## 总司令

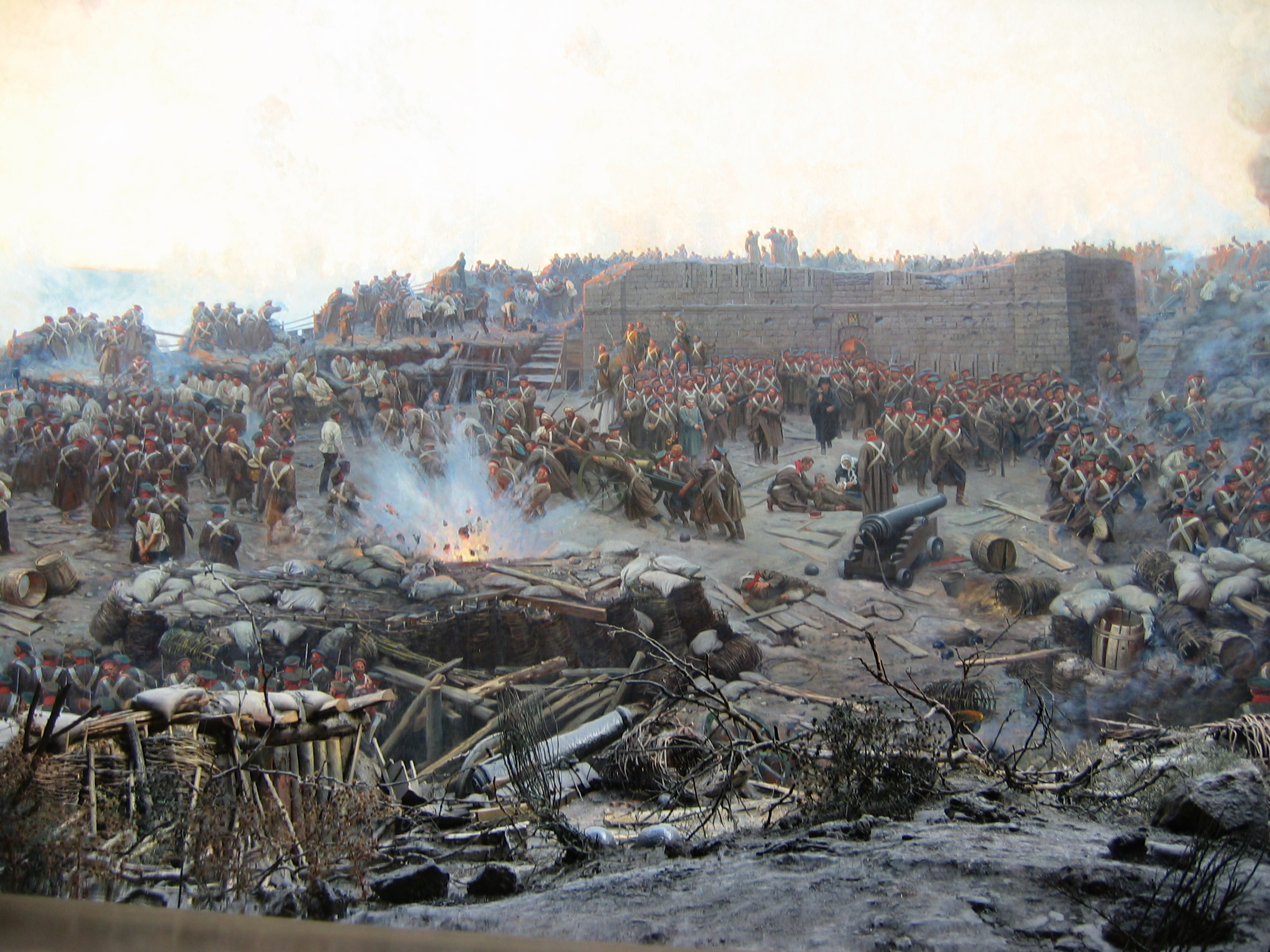
哈丁作为武装部队总司令指挥了克里米亚战争

哈丁于1848年返回英国，并于1852年3月5日成为陆军总司令。1852年9月28日，哈丁接替威灵顿公爵成为英国武装部队总司令。在担任这一职位期间，哈丁负责指挥克里米亚战争，并努力按照威灵顿的原则推行一个不完全适合现状的战争体系。他于1854年6月20日晋升为名誉上将。1855年10月2日，哈丁晋升陆军元帅。不久后，一个委员会开始调查英国军队在克里米亚战争中的失误。在哈丁向维多利亚女王和阿尔伯特亲王提交委员会报告时，他突发中风倒下。阿尔伯特随机把哈丁扶到一张沙发上，尽管一侧瘫痪，但他继续发表报告，并为插曲道歉。
从1833年3月4日起，哈丁还是第97步兵团的团长。从1843年5月31日起，他成为第57步兵团的荣誉团长。

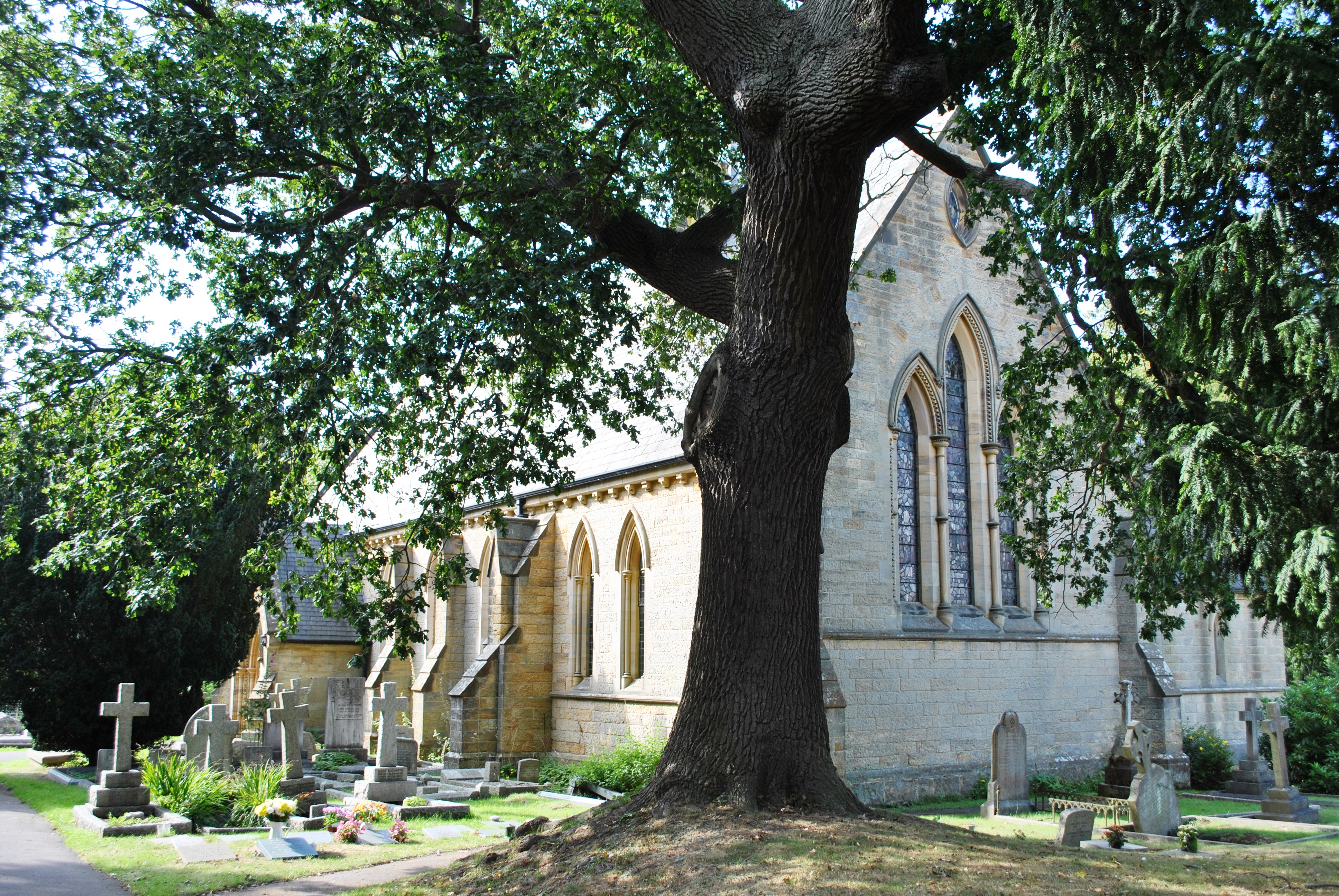
福特科姆圣彼得的墓地

1856年7月，由于健康状况不佳，哈丁辞去了总司令一职，最终于1856年9月24日在皇家唐桥井附近的南公园去世。哈丁被安葬在福特科姆圣彼得的墓地。

## 家庭
1821年，哈丁与第一代伦敦德里侯爵罗伯特·斯图尔特的第七个女儿艾米丽·简（Emily Jane）结婚。他们有两个儿子和两个女儿：
- 第二代哈丁子爵查尔斯·斯图尔特·哈丁（Charles Stewart Hardinge, 2nd Viscount Hardinge of Lahore and Kings Newton，1822年9月2日 - 1894年7月28日）
- 亚瑟·爱德华·哈丁（Arthur Edward Hardinge，1828年3月2日 - 1892年7月15日）
- 弗朗西斯·伊丽莎白·哈丁（Frances Elizabeth Hardinge，卒于1894年7月9日）
- 艾米莉·卡罗琳·哈丁（Emily Caroline Hardinge，1876年9月4日逝世）。未婚，是爱丽丝公主的女官。[35]

哈丁的长子查尔斯·斯图尔特曾是他在印度的私人秘书，后成为第二代哈丁子爵。第二代子爵的小儿子查尔斯·哈丁后来也成为杰出的外交官，并于1910年被任命为印度总督，获封为彭斯赫斯特的哈丁男爵。